# Дреницький потік
Дреницький потік (словац. Drienický potok) — річка в Словаччині, ліва притока Ториси, протікає в окрузі Сабінов.
Довжина приблизно 8,6-8,8 км. Витік знаходиться в масиві Чергівські гори на висоті близько 920 метрів (схил гори Лиса). Впадають Чорний Потік і Червений потік. Протікає територією села Др'єниця і міста Сабинів..
Впадає у Торису на висоті приблизно 315—320 метрів.